# Copa Paraíba de Futebol
A Copa Paraíba de Futebol, ou simplesmente Copa Paraíba, foi um torneio organizado pela Federação Paraibana de Futebol.

## Histórico
A primeira edição foi disputada em 2006, com jogadores sub-21, tendo o Campinense sagrado-se campeão de forma invicta. Em 2007, não houve disputa. A partir da edição de 2008, a competição passou a definir o segundo representante da Paraíba na Copa do Brasil do ano seguinte, sendo disputada por equipes principais. A primeira vaga do estado era conquistada pelo vencedor do Campeonato Paraibano de Futebol. 
Em 2008, o Nacional de Patos foi campeão de forma antecipada. A última edição do torneio foi realizada em 2012, vencida pelo CSP. Em 2013 e 2014, o torneio foi cancelado devido ao baixo número de equipes inscritas.